# フリッツ・ライナー
フリッツ・ライナー（Fritz Reiner, 1888年12月19日 - 1963年11月15日）は、ハンガリー出身の指揮者。シカゴ交響楽団音楽監督。
マジャル語名Reiner Frigyes（レイネル・フリジェシュ）、英語名Frederick Martin Reiner（フレデリック・マーティン・ライナー）。

## 生涯
- ブダペスト生まれ。法律学を修めた後、リスト音楽院に学び、バルトーク、コダーイ等に師事。学生オーケストラではティンパニを担当する。
- 1909年、音楽院を卒業。ブダペストのコミック・オペラに入団し、ティンパニ奏者と声楽コーチを兼ねる。
- 1910年、ライバッハ歌劇場に移り、ビゼーのオペラ『カルメン』で指揮者デビュー。
- 1911年〜1914年、ブダペスト・フォルクスオパーで活躍。
- 1914年、ドレスデン国立歌劇場指揮者（〜1921年）。リヒャルト・シュトラウスと親交を持つ。
- 1922年、渡米してシンシナティ交響楽団音楽監督（〜1933年）。
- 1933年、カーティス音楽院指揮科教授。同音楽院交響楽団を指導する。門下にレナード・バーンスタイン、ルーカス・フォス、ワルター・ヘンドル等がいる。
- 1938年、ピッツバーグ交響楽団音楽監督（〜1948年）。
- 1948年、メトロポリタン歌劇場指揮者（〜1953年）。
- この頃、RCA社がニューヨークにおいて編制した録音専用オーケストラであるRCAビクター交響楽団を指導し、アメリカ一流の水準に育て上げる。同楽団とは、ウラディミール・ホロヴィッツのピアノによる、ベートーヴェンのピアノ協奏曲第5番「皇帝」、ラフマニノフのピアノ協奏曲第3番などを録音する。
- 1953年、シカゴ交響楽団の音楽監督（最終年度の1962-63年シーズンは音楽顧問）に就任。死去までの10年間、同楽団の黄金時代を築く。
- 1960年10月7日（シカゴ交響楽団の1960-61年シーズンが開始される直前だった）、心臓病の発作をおこして入院、すべてのコンサートをキャンセルして療養する。翌1961年3月30日、シカゴ交響楽団の指揮台に復帰する（その時の曲目はベートーヴェンの「交響曲第6番『田園』」等）。ただし、それ以降は指揮台で椅子を使うなど、指揮活動に制限が加わる。
- 1962年、シカゴ交響楽団音楽監督の任期満了により、同楽団音楽顧問に就任。
- 同年、イギリスを訪れ、ロイヤル・フィルハーモニー管弦楽団とブラームスの交響曲第4番の録音をおこなう[1]。
- 1963年4月18・19日、シカゴ交響楽団との最後のコンサート（ロッシーニ「セミラーミデ」序曲、ブラームス「交響曲第２番」、ベートーヴェン「ピアノ協奏曲第４番」〈ピアノ：ヴァン・クライバーン〉）および録音（クライバーンとのベートーヴェン「ピアノ協奏曲第４番」）を行う。その後、シカゴ交響楽団音楽顧問を退任。
- 同年9月、最後の録音（ハイドン「交響曲第95番・101番」〈管弦楽：「交響楽団」〉）をニューヨークで行う。
- 同年11月15日、メトロポリタン歌劇場でのワーグナーの楽劇「神々の黄昏」の公演準備中、ニューヨークにおいて肺炎を患って死去した。なお、12月にはシカゴ交響楽団と75歳の誕生日の記念コンサートを行う予定となっていたが、これは果たすことができなかった。

## 演奏と録音
手兵シカゴ交響楽団との録音は米RCAに残されており、その多くを同レーベルのLiving StereoシリーズのLPやCDで聴くことができる。
また、シカゴ交響楽団以外でのステレオ録音としては、ウィーン・フィルハーモニー管弦楽団やロイヤル・フィルハーモニー管弦楽団、そして「交響楽団」とのものが残されている。
レパートリーは広く、どの演奏も、オーケストラの機能性を十全に発揮した筋肉質で純度の高い表現を見せる。とりわけ、若き日に親交のあったリヒャルト・シュトラウスの交響詩、出身地ハンガリーの作曲家であるとともに学生時代の恩師にあたり、さらに個人的にも親しく交際していたバルトーク、圧倒的な力感に溢れたベートーヴェンの交響曲、などについては現在も非常に評価が高く、名盤とされる。また、ウィンナ・ワルツ集は、名ソプラノ歌手エリーザベト・シュヴァルツコップが「無人島に持っていく1枚」として選んだことで知られる。その他、ハイドン、ブラームス、チャイコフスキー、ムソルグスキー、ドヴォルザーク、リムスキー=コルサコフ、レスピーギ等、名盤とされるものは数多い。
経歴からも知られるように、ライナーは歌劇場指揮者としても活躍し、ドレスデン国立歌劇場ではワーグナー『パルジファル』をバイロイト歌劇場以外で初めて指揮した。また、ドレスデンではリヒャルト・シュトラウスに認められて、『サロメ』、『エレクトラ』、『影のない女』、などを次々に上演した。ただ、公式録音でのオペラは、わずかにモノラルのビゼーの『カルメン』（RCA管弦楽団）、ステレオのリヒャルト・シュトラウスの『エレクトラ』抜粋（シカゴ交響楽団）が残されているだけである。

## 主要な録音[3]

### シカゴ交響楽団との録音
（特記なき場合はステレオ録音）
- J・S・バッハ：ピアノ協奏曲第5番（アンドレ・チャイコフスキー、1958）
- ハイドン：交響曲第88番（1960）
- モーツァルト：交響曲第36・39・40番（1954、モノラル）、同第41番「ジュピター」（1954）、ディヴェルティメント第17番（1955、モノラル）、ピアノ協奏曲第25番（アンドレ・チャイコフスキー、1958）
- ベートーヴェン：交響曲第1番（1961）、第3番「英雄」（1954、モノラル）、第5番（1959）、第6番「田園」（1961）、第7番（1955）、第9番「合唱付」（1961）、コリオラン序曲（1959）、フィデリオ序曲（1955）、ピアノ協奏曲第4番（ヴァン・クライバーン、1963）、同第5番「皇帝」（クライバーン、1961）
  - なお、ベートーヴェンの交響曲第2番（1954）はシカゴ交響楽団のテレビ放送用の映像、同第4番（1958）と第8番（1958）は同楽団とのライヴ音源がそれぞれ残されており（ただし、いずれもモノラルで録音状態は良くない。さらに、第2番はテレビ放送用なのでオーケストラの人数がかなり削減されている）、それを併わせるとライナー指揮シカゴ交響楽団の演奏でベートーヴェン交響曲の全曲を聴くことができる。
- シューベルト：交響曲第5番（1960）、同第8番「未完成」（1960）
- ブラームス：交響曲第3番（1957）、ピアノ協奏曲第1番（アルトゥール・ルービンシュタイン、1954）、同第2番（エミール・ギレリス、1958）、同第2番（クライバーン、1961）、ヴァイオリン協奏曲（ヤッシャ・ハイフェッツ、1955）
- シューマン：ピアノ協奏曲（クライバーン、1960）、同（ライヴ録音、クライバーン、1960）
- メンデルスゾーン：フィンガルの洞窟（1956）
- チャイコフスキー：交響曲第6番「悲愴」（1957）、組曲第1番（1959）、スラヴ行進曲（1959）、大序曲1812年（1956）、「くるみ割り人形」組曲（1959）、ピアノ協奏曲第1番（ギレリス、1955）、ヴァイオリン協奏曲（ハイフェッツ、1957）
- ムソルグスキー：展覧会の絵〈ラヴェル編曲〉（1957）、禿山の一夜〈リムスキー=コルサコフ編曲〉（1959）
- グリンカ：「ルスランとリュドミラ」序曲（1959）
- ドヴォルザーク：交響曲第9番「新世界より」（1957）
- カバレフスキー：「コラ・ブルニョン」序曲（1959）
- ドビュッシー：海（1960）
- ラヴェル：スペイン狂詩曲（1956）、亡き王女のためのパヴァーヌ（1957）、高雅で感傷的なワルツ（1957）、道化師の朝の歌（1957）
- レスピーギ：ローマの松・ローマの噴水（1959）
- リムスキー=コルサコフ：シェエラザード（1960）
- ロッシーニ：序曲集〈「ウィリアム・テル」序曲、「どろぼうかささぎ」序曲、「ブルスキーノ氏」序曲、「セヴィリャの理髪師」序曲、「絹のはしご」序曲、「チェネレントラ」序曲〉（1958）
- ヨハン・シュトラウス2世︰朝刊（1957）、皇帝円舞曲（1957）、美しく青きドナウ（1957）、ウィーン気質（1960）、芸術家の生活（1960）、南国のバラ（1960）、宝のワルツ（1960）、雷鳴と電光（1960）、
- ヨーゼフ・シュトラウス：オーストリアの村つばめ（1957）、我が人生は愛と喜び（1960）
- ファリャ：「恋は魔術師」組曲（レオンタイン・プライス、1963）、「三角帽子」抜粋（1958）
- マーラー：交響曲第4番（1958）、交響曲「大地の歌」（モーリン・フォレスターほか、1959）
- ワーグナー：管弦楽曲集〈ニュルンベルクのマイスタージンガー前奏曲、ほか〉（1959）
- ラフマニノフ：死の島（1957）、ピアノ協奏曲第1番（ジャニス、1957）、同第2番（ルービンシュタイン、1956）、同第2番（クライバーン、1962）、パガニーニの主題による変奏曲（ルービンシュタイン、1956）
- プロコフィエフ：キージェ中尉（1957）、アレクサンドル・ネフスキー（1957）
- ストラヴィンスキー：夜鶯の歌（1956）、妖精の口づけ〜ディヴェルティメント（1958）
- シベリウス：交響曲第５番（ライヴ録音、1957）、フィンランディア（同、同）
- リヒャルト・シュトラウス：英雄の生涯(1954)、家庭交響曲（1956）、ツァラトゥストラはかく語りき（1954）、同（1962）、ドン・キホーテ（アントニオ・ヤニグロ、1959）、ドン・ファン(1954)、同(1960)、ブルレスケ（バイロン・ジャニス、1957）、「町人貴族」組曲(1956)、「エレクトラ」抜粋（1956）、「サロメ」より「7つのヴェールの踊り」(1954[4])
- バルトーク：管弦楽のための協奏曲（1955）、弦楽器・打楽器とチェレスタのための音楽（1958）、ハンガリーの風景（1958）
- ホヴァネス：神秘の山（交響曲第2番）（1958）
- リーバーマン：ジャズバンドと管弦楽のための協奏曲（1954）

### シカゴ交響楽団以外とのステレオ録音
- ハイドン：交響曲第95番・第101番「時計」（交響楽団、1963）
- ブラームス：交響曲第4番（ロイヤル・フィル、1962）、ハンガリー舞曲集（ウィーン・フィル、1960）
- ドヴォルザーク：スラヴ舞曲集（ウィーン・フィル、1960）
- ヴェルディ：レクイエム（ウィーン・フィル、1960）
- リヒャルト・シュトラウス：死と変容（ウィーン・フィル、1956）、ティル・オイレンシュピーゲルの愉快ないたずら（ウィーン・フィル、1956）

### シカゴ交響楽団以外とのモノラル録音
（特記なき場合はピッツバーグ交響楽団）
- バッハ：管弦楽組曲第1〜第4番(RCAビクター交響楽団、1952・53)、同第2番（1946）、(リュシアン・カイエ編)小フーガ ト短調（1946）、ブランデンブルク協奏曲第1番〜第6番（コロンビア室内アンサンブル、1949）
- モーツァルト：交響曲第35番「ハフナー」(1946)、交響曲第40番（1947）、歌劇『ドン・ジョヴァンニ』～「オッターヴィオ・・・私,死んでしまう!」「どれほどあなたを愛しているか」（リューバ・ヴェリッチュ〈ソプラノ〉、メトロポリタン歌劇場管弦楽団、1950）
- ベートーヴェン：交響曲第2番(1945)、ピアノ協奏曲第5番「皇帝」（ウラディミール・ホロヴィッツ、RCAビクター交響楽団、1952）
- ベルリオーズ：ハンガリー行進曲（1941）
- ブラームス：ハンガリー舞曲集(1946)、ピアノ協奏曲第1番(ルドルフ・ゼルキン、1946)
- チャイコフスキー：組曲第1番〜小行進曲(1945)
- ムソルグスキー：禿山の一夜〈リムスキー=コルサコフ編曲〉(1945)
- グリンカ：カマリンスカヤ(1946)
- カバレフスキー：「コラ・ブルニョン」序曲(1945)
- チャイコフスキー：組曲第1番ニ長調～第5楽章：小行進曲（1945）
- コダーイ：ガランタ舞曲(1945)
- ドビュッシー：イベリアの風景(1941)、(ラヴェル編)スティリー風タランテッラ（1947）
- ラヴェル：ラ・ヴァルス(1947)
- J・シュトラウス2世：ウィーン気質(1941)、宝のワルツ(1941)、南国のバラ(1946)
- ロッシーニ：歌劇「ブルスキーノ氏」序曲（1946）
- ビゼー：歌劇「カルメン」（リーゼ・スティーヴンスほか、RCA管弦楽団、1951）
- ファリャ：「恋は魔術師」組曲(キャロル・ブライス〈メゾ・ソプラノ〉、1946)
- マーラー：さすらう若者の歌(1946)
- ワーグナー：管弦楽曲集(1940〜41)
- ラフマニノフ：ピアノ協奏曲第3番（ホロヴィッツ、RCAビクター交響楽団、1951）、パガニーニの主題による変奏曲（ウィリアム・カペル、フィラデルフィア・ロビン・フッド・デル管弦楽団、1951）
- マーラー：さすらう若者の歌（キャロル・ブライス〈メゾ・ソプラノ〉、1946）
- リヒャルト・シュトラウス：英雄の生涯(1947)、ドン・キホーテ(ピアティゴルスキー、1941)、ドン・フアン(1941)、「町人貴族」組曲(1946)、楽劇『サロメ』～フィナーレ（リューバ・ヴェリッチュ〈ソプラノ〉、メトロポリタン歌劇場管弦楽団、1949）
- バルトーク：管弦楽のための協奏曲(1946)、ハンガリーの風景～「ほろ酔い」「熊踊り」(1947)
- ガーシュウィン(ラッセル・ベネット編)：ボギーとベス(1945)
- ショスタコーヴィチ：交響曲第6番(1945)
- オネゲル：ピアノと管弦楽のためのコンチェルティーノ（オスカー・レヴァント〈ピアノ〉、コロンビア交響楽団、1949）
- ヴァイネル：弦楽のためのディヴェルティメント第1番(1945)
- ロジャース：ミュージカル「回転木馬」よりワルツ（1941）
- ヴェイネル・レオー：弦楽のためのディヴェルティメント第1番（1945）

### 録画
DVDやビデオテープで一般発売されているもののみ。特記なき場合はシカゴ交響楽団。音声は全てモノラル。
- バッハ：トッカータ、アダージョとフーガハ長調BWV564（1954）
- ヘンデル　オラトリオ「ソロモン」〜シバの女王の入城（1954）
- モーツァルト：交響曲第39番（1953）
- ベートーヴェン：交響曲第2番（1954）、交響曲第7番（1954）、交響曲第7番第1楽章（1961）、エグモント序曲（1954）
- ドビュッシー：小組曲（1953）
- チャイコフスキー：ヴァイオリン協奏曲第1楽章（短縮版）（ハイフェッツ〈ヴァイオリン〉、ニューヨーク・フィル、1947頃）[5]、くるみ割り人形〜ワルツ（1953）

## 指揮の特色
ライナーの指揮ぶりは、長い指揮棒をわずかだが精密に動かすユニークなスタイル（ヴェスト・ポケット・ビート〈チョッキのポケット式のビート〉と呼ばれた）であった。さらに、楽曲が一定の方向を向いている時や、オーケストラの演奏に緊張感を欠いていると感じた時などは、指揮棒を下向きに降って演奏を引き締めることすらあった。ビデオやDVD化されているライナーの演奏の映像では、身振りはそんなに小さくないものの、右手の指揮棒でリズムをとるだけで、左腕はダラリと下におろしたまままったく動かさず、あとは鋭い眼光によってオーケストラに指示を与えるというユニークな指揮姿を見ることができる。それほどにわずかなバトンテクニックに適応するオーケストラを作ったわけであり、クライマックスでライナーが突然大きく指揮棒を振り上げた時の効果は絶大だったといわれる。シカゴ交響楽団が持つ指揮への反応のよさはライナーが引き出したといってよい。
- ピッツバーグ交響楽団で、楽団員が冗談のつもりで双眼鏡を席の前に設置して、それを見つけて激怒したライナーによって楽団を解雇されたという逸話が残されているが、真偽のほどは不明。
- 指揮にあたって眼を使うというやりかたを、若き日のライナーはアルトゥル・ニキシュから学んだ。
- アメリカの音楽評論家H・C・ショーンバークはライナーのバトン・テクニックを賞賛して、ライナーを「指揮者の中の指揮者」と呼び、「オーケストラを使ってどんなことだってできる、恐るべき素養と知識を持つ音楽家」と評している[6]。
- ライナーの指揮は動きが小さかったが、そこには無限の陰影が秘められていた。複雑に込み入った現代曲の演奏の時、ライナーは右手の指揮棒の先端で３拍子を、肘で４拍子を、腰で７拍子を刻み、さらに左手でその他の全てのリズムを処理するという離れ業をやってのけた[7]。
- 大作曲家イーゴリ・ストラヴィンスキーはライナーの指揮するシカゴ交響楽団を「世界で最も柔軟で正確なオーケストラ」と呼んだ。
- ライナー治下のピッツバーグ交響楽団で首席フルート奏者をつとめた名フルーティストのジュリアス・ベイカーは、ライナーのことを「彼は完璧だった。彼は楽員を見つめるだけで、最小限の動きで最大の効果を引き出すことができた。ライナーの下で演奏した音楽家は誰であれ『彼ほどスコアを知る人はいない』というだろう」と評している[8]。
- 名ヴァイオリニストのアイザック・スターンはライナーのことを「最も頭脳明晰な指揮のテクニシャン」と評し、ライナーの指揮ぶりを「彼は指揮台の上では常に絶対の存在だった。スコアの全てを頭に叩き込み、耳と目をフルに使い、指揮棒の先を巧みに操った。長い指揮棒でとても細やかな小さな動きを刻みながら、皆に『ついて来なさい』と命じた」と述べている[8]。
- 音楽評論家吉田秀和は1950年代前半にライナー指揮シカゴ交響楽団の演奏会を聞いている。吉田はその時の印象を「いまだに一番はっきり思い出すのは、彼のバトンのふり方である。バトンを下にさげてぶらぶら振っている指揮者の姿は、私は、後にも先にも、この時のライナーのほか見たことがない」「とにかく指揮棒の先端が上を向いていなくて、下を向いているのだから、びっくりした」「楽員たちは、頼るものがなくなるから、当然恐ろしくなり、全神経を集中し、緊張そのものといった表情で演奏する」と述懐し、ライナーの指揮を「指揮の技巧の巧拙というものが考えられるとしたら、ライナーはまれにみる指揮のヴィルトゥオーゾであった」と評価している[9]。

ライナーはオーケストラ・ビルダーとしても知られ、指揮や練習の厳格さで楽団員から恐れられていた。例えばキーパーソンとなる楽団員に対しては厳しい「実地試験」が予告なく課せられることがあり、それをクリアしたメンバーが結果的にその後オーケストラを長きにわたって支え続けることになっている。ライナーの統治下で、シンシナティ交響楽団とピッツバーグ交響楽団はアメリカ一流と認められるようになったし、さらにシカゴ交響楽団は世界トップクラスのオーケストラへ発展を遂げた。

## エピソード
一方でライナーは、その強い自我意識から敵を作りやすくもあった。
- シンシナティ交響楽団音楽監督在任中には、団員たちとライナーはことごとく対立した。音楽監督が絶大な権限を握っていた時代だったので、ライナーは楽団の管楽器奏者の全てを一挙に解雇したことすらあった。
  - シンシナティ交響楽団の団員たちはアメリカで初めての音楽家の労働組合を結成したのであるが、これはライナーへの対抗策という意味だったのである。
  - このように楽団員と激しく対立していた為、ライナーがシンシナティ交響楽団を退任する際に開かれたフェアウェルパーティーには楽団員は誰一人として参加しなかった。
- 1960年、シカゴ交響楽団の初めての海外演奏旅行（ヨーロッパ、ソ連）が計画されたが、関係者間で対立したあげく、過重なスケジュールを心配したライナーによって計画はキャンセルされた。これは、海外遠征に積極的だった楽員たちとライナーの間に癒し難い傷を与えた。怒った楽員はライナーの等身大の人形を楽屋につるし、そこにナイフを突き刺した上、「ありがとうよ！　フリッツ！」という皮肉の言葉を書き付けたという。
- 若き日に打楽器奏者だったライナーは打楽器に対しては特に厳しかった。ロルフ・リーバーマンの「ジャズバンドと管弦楽のための協奏曲」（共演はソーター=フィネガン・バンド）を録音した際、ライナーはソーター=フィネガン・バンドの打楽器奏者の演奏を酷評するとともに、水準に達しなかったと考えたシカゴ交響楽団の打楽器奏者の3人を即座に解雇した。
- ニューヨーク・フィルハーモニー交響楽団でムソルグスキーの「展覧会の絵」を演奏した際、ライナーがオーケストラを酷評したため、怒った楽員たちは「ライナーを『振り落として』やろう」と示し合わせて、わざと雑な演奏をしだした。何がおこったかすぐに理解したライナーは、厳しい顔つきのまま、通常でも小さかった指揮棒の動きをほとんど見えないくらいに小さくし、それによってオーケストラをがっちりと掌握してしまった。
- ローマの歌劇場でモーツァルトのフィガロの結婚を演奏した時、歌劇場備え付けのスコアには過剰な書き込みがあった。それに我慢ならなかったライナーは、演奏中に指揮をやめて消しゴムで書き込みを全て消してしまった。
- 1962年、シカゴ交響楽団の理事会は、次シーズンにおけるライナーとの契約を音楽監督ではなく1年限りの「音楽顧問」とするとともに、ライナーの後任の音楽監督をフランス人指揮者ジャン・マルティノンに決定した。この人事について相談を受けなかったライナーははなはだ心証を害した。そこでライナーは、マルティノンがドイツ音楽のレパートリーでシカゴへのデビューを果たそうと予定していることを聞き、自分のコンサートではマルティノンの本来の得意分野であるフランス音楽をぶつけ、それによってマルティノンの心胆を寒からしめることを計画した[10]。
  - このコンサートはライナーの74歳の誕生日を記念するシカゴ交響楽団の特別演奏会として1963年12月に予定されていたのであるが、ライナーが11月に急死したため、実現しなかった。

特に、ライナーは協奏曲の独奏者とは衝突することが多かった。
- アルトゥール・ルービンシュタインとの共演ではブラームスのピアノ協奏曲第1番（1954年）、ラフマニノフのピアノ協奏曲第2番（1956年）とパガニーニの主題による狂詩曲（同年）という名盤を残したにもかかわらず、その後のラフマニノフのピアノ協奏曲第3番の録音の際に深刻な対立を起こしてレコーディングを中止。以後、ルービンシュタインはライナーとの共演を一切拒絶するにいたった。
  - この経緯は次の通りである。当時のルービンシュタインはラフマニノフのピアノ協奏曲は第2番については精通していたが、第3番はレパートリーにはしていなかったため、録音の際に大きなミス・タッチをしてしまった。しかし、これに対するライナーの態度を冷笑と受け取ったルービンシュタインは、思わず「では、あなたのオーケストラはミスをしないのか？」と声を荒らげてしまった。それに対してライナーは一言、「しない！」と言い放った。このライナーの態度にルービンシュタインは激怒し、そのまま録音セッションから出て行ってしまった。RCAレコードには、このセッションの最初の15分間だけのテープが残されているといわれている。
    - このエピソードが残されたのは1956年頃のことであるが、当時、ラフマニノフのピアノ協奏曲は第2番だけがポピュラーで、第3番はホロヴィッツの他にはほとんど演奏するピアニストはおらず、当時のルービンシュタインがこの曲をレパートリーとしていなかったことは不自然ではない。しかしそれに対してライナーは、既に1951年にホロヴィッツとの共演でこの曲を録音（オーケストラはRCAビクター交響楽団）し、そのレコードは同曲の唯一無二の決定的演奏として音楽界で高い評価を受けていた。すなわち、ラフマニノフの第3番に関する限り、当時のルービンシュタインとライナーでは経験の積み重ねがまったく異なっていたのである。
- バッハの演奏で有名だった某女流ピアニストは、リハーサルでライナーが自分の演奏にあまりにクレームをつけるので、怒りのあまり「私の道はバッハの道ですから！」と叫び、練習場から飛び出そうとした。それに対してライナーはまったく動じず、彼女の後ろ姿に対して「それがバッハの道ならば、間違っているのはバッハだな」という言葉を投げつけた。
- ピアニストのアンドレ・チャイコフスキーはライナー指揮シカゴ交響楽団と、モーツァルトのピアノ協奏曲で共演した。リハーサルでミス・タッチをしたチャイコフスキーは「この曲を弾くのは初めてなもので・・・」と言い訳をしてしまった。それに対してライナーは「何だと！　お前はこともあろうに、一度も弾いたことのない曲で、この私と、私のオーケストラと共演しに来たのか！」と一喝、チャイコフスキーを震え上がらせた。ただし、本番のコンサートになると両者の関係はうまくいって演奏は成功し、このコンビで同曲の録音も行っている。
- ライナーはトラブル・メーカーとみなされていたため、しばしば予想外の風評をたてられることがあった。
  - スヴャトスラフ・リヒテルが1960年に初渡米した時、シカゴ交響楽団と共演してブラームスのピアノ協奏曲第2番を演奏・録音したものの、指揮者はライナーではなくエーリヒ・ラインスドルフであった。これについて世間では、ライナーとリヒテルが音楽解釈の違いによって決裂してしまったからであると噂された。そして、コンサートで独奏者リヒテルと指揮者ライナーはお互いを完全に無視して演奏し、終演後にライナーが「あのバカと演奏するのは御免だ」と言い放ったという風評すらたてられた[10]。さらに、メジャー・オーケストラの音楽監督のポストを探していたラインスドルフがこの録音の成功によってRCA社の支持を得、ライナーの後任としてのシカゴ交響楽団のポストを狙ったものの、この一連の経緯に激怒していたライナーはどんな手段を使ってもラインスドルフにだけは自分の後任ポストを渡さないことを決意した、とさえ言われた[10]。しかし実際には、1960年10月15日にライナー指揮シカゴ交響楽団はリヒテルとの特別演奏会およびその直後の録音を予定していたのであるが、10月7日にライナーが心臓発作をおこして入院したため共演が不可能となり、ピンチ・ヒッターとしてラインスドルフが起用されたのであった[11]。

しかし、その一方ではピアノのウラディミール・ホロヴィッツ、エミール・ギレリス、ルドルフ・ゼルキン、バイロン・ジャニス、ヴァン・クライバーン、ヴァイオリンのヤッシャ・ハイフェッツ、チェロのアントニオ・ヤニグロなどとは非常に相性が良く、彼らの技術を万全にサポートしたスケールの大きな演奏を繰り広げている。
- 1947年制作の音楽映画「カーネギー・ホール」（E・G・ウルマー監督）では、ライナー指揮のニューヨーク・フィルハーモニー交響楽団がハイフェッツとの共演でチャイコフスキーのヴァイオリン協奏曲の第1楽章の短縮版を演奏している様子を見ることができる。演奏の前の楽屋のシーンでは、ライナーとハイフェッツの肉声を聞くこともできる。

ライナーはシカゴ交響楽団を自らの「楽器」とみなしていたものの、客演指揮者の招聘には寛大で、自分と音楽的方向性が異なっている指揮者も積極的に招聘したし、ヨーロッパで活躍していた指揮者のアメリカ・デビューにシカゴ交響楽団のコンサートを提供することにも尽力した。こうして招かれた客演指揮者には、ブルーノ・ワルター、ポール・パレー、トマス・ビーチャム、レオポルド・ストコフスキー、ピエール・モントゥー、ジョージ・セル、カール・ベーム、カルロ・マリア・ジュリーニ、ハンス・ロスバウトなど、多彩な面々がいる。
- ライナーはシカゴ交響楽団の音楽監督として、同楽団の定期演奏会の８割近くを指揮していた[12]ため、客演指揮者に割り当てられていたのは残りの２割ほどであった。
- シカゴ交響楽団に客演した指揮者の中でも、モントゥーはライナー自身が非常に尊敬していた指揮者であった。
- ライナーはベームのことも高く評価しており、自分の後任に推薦することも考えていた。
- ロスバウトはライナーが心臓病で倒れた時、その代役として多くのコンサートを指揮した。
- ジュリーニは毎年必ずシカゴ交響楽団の客演に呼ばれていたが、ジュリーニはライナーとほとんど会ったことはなく、また音楽的な指向もかなり違っていたから、どうしてライナーが毎期自分を招聘してくれるのか、ジュリーニ自身も知らなかった。結局、ジュリーニはその後20年以上にわたってシカゴ交響楽団と親密な関係を築き、ショルティ時代になると同交響楽団の首席客演指揮者に就任している。

ライナーは、同郷で、かつ師であるバルトークときわめて親しかった。ライナーはアメリカ移住後の経済的に困窮したバルトークのために奔走し、「作曲者・著作者・出版者の為のアメリカ協会」に医療費を負担させるとともに、ボストン交響楽団音楽監督セルゲイ・クーセヴィツキーに働きかけてバルトークに新規の作品の作曲を依頼させた。これによって生まれ出たのが、バルトークの管弦楽のための協奏曲である。
他の指揮者であれば自分の経験にあぐらをかいてしまうような晩年に至ってさえも、ライナーは音楽のスコアの研究についても努力を怠らず、長年つちかってきた自分のイメージに執着するよりは、むしろ積極的にそういうものを打ち壊そうとすらした。最晩年にハイドンの交響曲を録音しようとした際にも、自分が使い続けてきた総譜を惰性的に使い続けるのではなく、音楽学者ロビンス・ランドンの859ページにもおよぶハイドンの新研究の著書を熟読してから、やっといくつかの疑問点についての決定を下し、満を持した上で録音にとりかかった。
カーティス音楽院指揮科教授の時代のライナーの弟子のひとりとして、レナード・バーンスタインがいる。
- 若きバーンスタインは指揮の修行のためにきちんとした師につくことを希望しており、指揮者ディミトリ・ミトロプーロスの勧めによってカーティス音楽院のライナーのクラスに入ることを志願した。入学試験の場でライナーは、曲名を見せずに管弦楽曲のスコアの任意のページを開き、そこをピアノで弾くように命じた。いきなりの難題にバーンスタインは途方に暮れかけたが、スコアを良く見ると、たまたまその曲は替え歌で唄って親しんでいたブラームスの大学祝典序曲であることがわかったため、難なく弾くことができ、試験をパスすることができた。
- ライナーも弟子のバーンスタインの才能を高く評価し、熱意をこめて指導するとともに、バーンスタインが卒業する時には自分の学生の中では唯一といってよい「Ａ」評価を与えた。ただ、多才なバーンスタインは他の活動に入れ込んでしまうあまりにしばしばライナーの授業を欠席し、ライナーはそれに対して不快感を示すこともあった。
- ライナーのクラスに属していたあまり出来のよくない学生のひとりは、ライナーの指導のあまりの厳しさに音をあげるとともにバーンスタインの才能に嫉妬し、ライナーがバーンスタインばかりを贔屓して自分を差別していると思い込んだ。自暴自棄となったこの学生は、ピストルにバーンスタインの名前を書いた弾をこめ、ライナーとバーンスタイン、さらにはカーティス音楽院長のヴァージル・トムソンまでも射殺しようとたくらんだ。しかしこの計画は事前に発覚してしまい、この学生はカーティス音楽院を退学処分となった。
- バーンスタインはライナーの指導について次のように述懐している。ライナーは専制的で残酷、辛辣、無慈悲だったけれども、それは、何が問題かを理解していない相手に対してだけだった。彼の指導は、まったく信じられないような要求水準の高さを持っていたが、しかし彼は自分自身に求める以上のことを学生に求めることは決してやらなかった。彼は、演奏する曲を完全に知らない限り、オーケストラの前に出てはいけないということを教えてくれた。彼こそまさに天才だった。指揮で私が高い水準に達することができたのは、ライナーの指導の賜物である。だからこそ私は、今も彼を崇拝しているのである[14]。
- バーンスタインが指揮者として成功をおさめてマスコミの寵児となった際、新聞はバーンスタインを「クーセヴィツキーの弟子」と書き立ててライナーの名前には触れなかった。こうしたマスコミの報道に立腹したライナーは、音楽監督をつとめていたピッツバーグ交響楽団にバーンスタインを招聘してその交響曲第1番 「エレミア」を指揮させ（1944年1月18日）、それによってバーンスタインの本当の師が自分であることを世間に知らしめた。

かつてのオーケストラの世界は典型的な「男性社会」であり、女性奏者はいかに優秀であってもなかなかオーケストラの正規メンバーとなることができなかった。ところがライナーは楽員の採用にあたっては本人の演奏能力だけを評価し、性別は一切考慮しなかった。その結果、ライナー治下のピッツバーグ交響楽団は、1940年代というきわめて早い段階ですでに18人の女性奏者を抱えており、当時のアメリカ合衆国としてはもっとも女性の比率の高いオーケストラとなっていた。
前述したようにライナーには敵が多く、彼自身も政治力にもめぐまれていなかった。ライナーは長年、一流オーケストラの音楽監督への就任を希望していたが、それも65歳のシカゴ交響楽団音楽監督就任の時までかなえられることがなかった。
- 1933年のカーティス音楽院指揮科教授就任は、フィラデルフィア管弦楽団との関係が深い同学院に籍を置くことによって、同楽団音楽監督就任への道を開く狙いがあった。当時の音楽監督であったレオポルド・ストコフスキーはライナーを推薦したが、同楽団はライナーとのトラブルを恐れ、周囲と波風をたてないユージン・オーマンディを選んだ。これに怒ったライナーはすぐさまカーティス音楽院教授を辞任、当時は地方オーケストラにすぎなかったピッツバーグ交響楽団に移籍し、同楽団をアメリカ一流オーケストラに育て上げた。
- 1948年、ニューヨークにあるメトロポリタン歌劇場に移った際も、ライナーはクーセヴィツキーが引退間近のボストン交響楽団、音楽監督不在の混乱期にあったニューヨーク・フィルハーモニー交響楽団、高齢のアルトゥーロ・トスカニーニの後継者が取り沙汰されていたNBC交響楽団のいずれかのポストを希望していた。しかし、ボストン交響楽団は1949年にシャルル・ミュンシュを、ニューヨーク・フィルは1951年にディミトリ・ミトロプーロスを音楽監督に選んだ。ここでも、ライナーは深い失望を覚えたという。なお、トスカニーニは1954年までNBC交響楽団の指揮を続けたが、同楽団はトスカニーニの引退後に解散された。

ライナーはタバコのヘヴィ・スモーカーであり、かつ美食家としても知られていた。こうした生活習慣が、晩年のライナーを悩ませた心臓病を呼び起こした可能性がある。
ライナーの趣味は写真撮影で、自宅には立派な写真現像用暗室を備え付けていた。バルトークとライナーが並んで座っている有名な写真が残されているが、これはライナー自身がセルフ・タイマーによって撮影したものである。
ライナーの音楽的遺品（スコアなど）は彼の遺言によってシカゴ郊外のエバンストンにあるノースウェスタン大学に遺贈され、同大学に創られた「フリッツ・ライナー資料室」に保管されている。
ライナーの故郷のハンガリーのブダペストには、ブダペスト東駅（ブダペスト・ケレティ駅）の北側のテョキョリ通沿いに、ライナーを記念した「レイネル・フリジェシュ公園（フリッツ・ライナー公園）」が造られている。